# Wilhelm Schürmann-Horster
Wilhelm Schürmann-Horster (* 21. Juni 1900 in Köln; † 9. September 1943 in Berlin-Plötzensee) war ein deutscher Schauspieler und Widerstandskämpfer gegen den Nationalsozialismus (Rote Kapelle).

## Leben

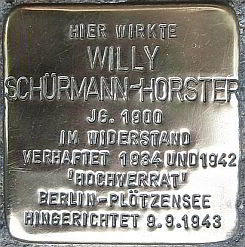
Stolperstein für Willy Schürmann-Horster in der Konzilstrasse 11 (Stadttheater)

Seine Schulzeit und den Besuch der Schauspielschule von Luise Dumont und Gustav Lindemann verbrachte Wilhelm Schürmann-Horster in Düsseldorf. Im Ersten Weltkrieg diente er als Soldat und kehrte als Kriegsgegner zurück. Ab 1920 inszenierte er im Rheinland politisch-revolutionäres Theater mit zeitgenössischen Autoren. 1923 wurde er Mitglied der KPD. Bis 1933 arbeitete er als Schauspieler an mehreren Theatern im Rheinland und in Westfalen, unter anderem in Hagen, Godesberg und Düsseldorf, wo er mit der Schauspielerin Hedda, geborene Lindner-Leuschner, verheiratet war. 1934 wurde er wegen seiner illegalen Aktivität für die KPD verhaftet, jedoch aus Mangel an Beweisen vom Oberlandesgericht Hamm freigesprochen. Ab 1937 war Schürmann-Horster als freier Mitarbeiter bei verschiedenen Filmgesellschaften tätig. Im November 1941 wurde er Regisseur und Dramaturg am Grenzlandtheater in Konstanz.
Auf einem Kostümfest der Akademie der Künste 1938 in Berlin lernte Schürmann-Horster den Bildhauer Cay von Brockdorff und dessen Ehefrau Erika kennen. Aus dieser Bekanntschaft heraus entwickelte sich ein Gesprächskreis, dem auch Jutta und Viktor Dubinsky (1912–1942), die Bildhauerin Ruthild Hahne, die Tänzerin Hanna Berger und der Architekt Friedrich Schauer angehörten. 1939 stießen der Arbeiter Karl Böhme, der Dreher Hans Coppi und der kaufmännische Angestellte Wolfgang Thiess dazu, Mitte 1941 auch der Drucker Herbert Grasse und der gelernte Elektriker Eugen Neutert. Die 1940 durch den Kreis geschaffene Widerstandsgruppe unterhielt Verbindungen zu anderen Zellen des Widerstandes und tauschte mit diesen Informationen aus. Es wurden auch illegale Schriften verfasst, hergestellt und weitergegeben. Schürmann-Horster und die Gruppe gehörten damit zum Umkreis der Widerstandsorganisation Rote Kapelle. Im Oktober 1940 heiratete er in zweiter Ehe die Volksschullehrerin Klara Harprath, die er seit 1923 aus seiner rheinländischen Zeit kannte.
Wilhelm Schürmann-Horster wurde am 29. Oktober 1942 in Konstanz verhaftet und am 21. August 1943 vom Volksgerichtshof zum Tode verurteilt. Er wurde am 9. September 1943 in Berlin-Plötzensee erhängt.

## Ehrungen
Seit dem 4. Oktober 2007 erinnert in Konstanz ein Stolperstein in der Konzilstr. 11 vor dem Stadttheater an ihn. Ein weiterer Stolperstein liegt in Düsseldorf-Golzheim in der Schwerinstraße 41. Zudem ist der Schürmann-Horster-Weg in Konstanz nach ihm benannt.